# 276e régiment d'infanterie
Pour les articles homonymes, voir 276e régiment.
Le 276e régiment d'infanterie (276e RI) est un régiment d'infanterie de l'Armée de terre française constitué en août 1914 avec les bataillons de réserve du 76e régiment d'infanterie. 

## Création et différentes dénominations
- Août 1914 : création du 276e régiment d'infanterie
- Septembre 1917 : dissolution

## Chefs de corps
- Août 1914 : lieutenant-colonel Lejeune[1], il prend le commandement de la 110e brigade le
- 2 juillet 1915 : lieutenant-colonel Vincent[2].

## Historique des garnisons, combats et batailles du276eRI

### Première Guerre mondiale

#### 1914
Le régiment est mobilisé le 4 août 1914 à Coulommiers à partir d'une partie des officiers et sous-officiers d'active du 76e RI. À la mobilisation, chaque régiment d'active crée un régiment de réserve dont le numéro est le sien plus 200.
Le 276e RI est constitué de deux bataillons, une compagnie hors-rang et deux sections de mitrailleuses. Il compte 37 officiers, 184 sous-officiers et 2 002 caporaux et soldats. Il est rattaché à la 110e brigade de la 55e division d'infanterie.
Le 23 août, le régiment, quittant ses positions de Viéville-en-Haye, remplace à Pont-à-Mousson le 369e RI. Le 24 août 6e bataillon occupe la ligne ferme de Vitrey, Xon, Lesménils, Atton tandis que le 5e bataillon garde les issues de Pont-à-Mousson. Le 26 août, le 5e bataillon arrive à Hattonchâtel puis il embarque par train le lendemain à  Lérouville tandis que le reste du régiment est dirigé sur Bouconville et débarque dans la Somme à Conchy avant de rejoindre Tilloloy, Popincourt et Armancourt. Le 30 août le régiment, qui forme l'arrière garde de la 110e brigade, se replie dans la direction de Marquivillers, Laboissière, Fescamps, Montigny, Léglantiers, Lieuvillers, Noroy, Rémécourt, Saint-Aubin, Nointel, Autreville, Breuil-le-Sec, Bailleval, Crapin, Béthencourt, Liancourt-sous-Clermont. Son premier engagement a lieu à L'Échelle-Saint-Aurin le 30 août 1914,.
Le 2 septembre la division reprend son mouvement de repli par Courteuil, Saint-Léonard, Coye et Luzarches.
Le 3 septembre il prend la direction de Villeron et Vémars. Le 5 septembre, il se dirige sur Moussy-le-Vieux, Thuina, Nantouillet et Plessis-l'Évêque. 
Il est ensuite engagé dans la bataille de la Marne début septembre. Le 5, il est engagé dans la première phase de la bataille, ou bataille de l'Ourcq, à Iverny et Monthyon. Le régiment, et notamment son 5e bataillon, subit de lourdes pertes, environ 300 tués dont le lieutenant Charles Péguy. Le lendemain, le régiment est engagé à Barcy puis passe en seconde ligne le 7 septembre. Le 10 septembre, le régiment est engagé à la poursuite des Allemands en repli dans la région de Soissons.
Le régiment passe ensuite en défensif sur l'Aisne, alternant entre la rive droite (face aux Allemands) et la rive gauche jusqu'en janvier 1915.

#### 1915
Le 10 janvier 1915, le régiment entre en action dans l'attaque ratée de Crouy. Le régiment se replie dans la nuit du 13, laissant 750 tués et 600 prisonniers.
Avec un effectif réduit à 480 hommes, le 276e RI est renforcé à partir de son dépôt et du 124e régiment d'infanterie territoriale. Jusqu'à la fin février, il est mis à disposition de la 169e brigade de la 85e division territoriale dans le secteur calme de Venizel. Il part ensuite à l'instruction à Villers-Hélon, retourne dans le secteur de Venizel du 17 au 30 avril et reprend après son instruction au Plessier-Huleu.
À partir du 9 mai, le 276e RI rejoint l'Artois. Il est rattaché à la 70e division d'infanterie le 12 mai et est engagé dans la bataille de l'Artois dès la nuit qui suit. Le 18 mai, le 276e RI attaque Ablain-Saint-Nazaire mais l'offensive, lancée sans artillerie pour garder l'effet de surprise, est un échec et coûte 12 tués, 86 blessés et 203 disparus au régiment.
Après un passage en seconde ligne, le régiment reprend sa place à la 110e brigade de la 55e DI.

#### 1916
Le 29 mai 1916, le régiment reçoit un troisième bataillon, issu du 231e RI dissous.

#### 1917
En mars 1917, le régiment passe à la 153e brigade (isolée) puis à la 154e brigade (isolée). Le 1er juillet, le 276e RI est rattaché au 15e corps d'armée. Le régiment est dissous le 17 septembre 1917.
Il  est dissous en septembre 1917.

## Drapeau

Dessin du revers du drapeau du, avec ses inscriptions.

Il porte, cousues en lettres d'or dans ses plis, les inscriptions suivantes :
- L'Ourcq 1914
- Artois 1915

Cité à l'ordre du corps d'armée en octobre 1916, le régiment est décoré de la croix de guerre 1914-1918.

## Personnalités ayant servi au sein du276eRI
- Claude Casimir-Perier, capitaine, mort pour la France le 12 janvier 1915 à Crouy (Aisne)[17]
- Charles Péguy, lieutenant, mort au combat le 5 septembre 1914[18]

### Sources et bibliographie
- Historique du 276e régiment d'infanterie, Paris, Henri Charles-Lavauzelle, 1920, 21 p. (lire en ligne)